# رابرت ترالس هرس
رابرت ترالس هرس (انگلیسی: Robert T. Herres; ۱ دسامبر ۱۹۳۲ – ۲۴ ژوئیهٔ ۲۰۰۸) ژنرال نیروی هوایی ایالات متحده آمریکا بود، که در فاصله سال‌های ۱۹۸۷ تا ۱۹۹۰ به‌عنوان نخستین جانشین رئیس ستاد مشترک فعالیت می‌کرد.
هرس فعالیت نظامی را از سال ۱۹۵۴ در نیروی هوایی آمریکا آغاز کرد، از ۱۹۷۲ تا ۱۹۷۳ فرمانده بال ۴۴۹ بمباران هوایی بود، در فاصله سال‌های ۱۹۷۳ تا ۱۹۷۴ به‌عنوان فرمانده بال ۳۱۰ استراتژیک فعالیت می‌کرد و از ۱۹۷۹ تا ۱۹۸۰ فرماندهی ارتباطات نیروی هوایی را برعهده داشت.
وی از ۱۹۸۰ تا ۱۹۸۱ فرمانده نیروی هوایی هشتم بود، از ۱۹۸۱ تا ۱۹۸۲ به‌عنوان مدیر سیستم‌های فرماندهی، کنترل و ارتباطات ستاد مشترک نیروهای مسلح ایالات متحده آمریکا فعالیت می‌کرد، از ۱۹۸۲ تا ۱۹۸۳ فرماندهی دفاع هوافضای آمریکای شمالی و از ۱۹۸۳ تا ۱۹۸۴ فرماندهی عملیات فضایی را برعهده داشت و در فاصله سال‌های ۱۹۸۵ تا ۱۹۸۷ فرمانده فضایی ایالات متحده آمریکا بود.